# Peter Nielsen
Peter Nielsen (* 3. červen 1968, Kodaň) je bývalý dánský fotbalista. Nastupoval především na postu záložníka.
S dánskou reprezentací vyhrál mistrovství Evropy 1992, byť na závěrečném turnaji nenastoupil. V národním týmu odehrál 10 zápasů.
Je trojnásobným mistrem Dánska, dva tituly získal s FC Kodaň (2002/03, 2003/04), jeden s Lyngby Kodaň (1991/92). Získal též dva dánské poháry (1990, 2003/04), s Borussií Mönchengladbach získal pohár německý (1994/95).